# 川頭秀人
川頭 秀人（かわず ひでと、1985年3月26日 - ）は、佐賀県出身の元プロ野球選手（投手）。

## 経歴
三日月町立三日月小学校4年時から地元の軟式野球クラブで野球を始める。三日月町立三日月中学校では軟式野球部に所属、投手を務めた。
佐賀県立小城高等学校進学後は投手兼外野手としてチームを引っ張るが、最高成績は3年時の全国高等学校野球選手権佐賀大会2回戦止まりと大舞台には全く縁が無かった。
福岡大学進学後に再び投手専任になる。ここで頭角を現し4年間の通算成績は18試合4勝1敗、防御率1.93と安定した成績を残す。また、69.2回を投げて62奪三振と脅威の奪三振率を誇った。1年後輩のエース白仁田寛和が注目を浴びる中で常に縁の下の力持ちとしてチームを支えた。
2006年のプロ野球ドラフト会議の大学生・社会人ドラフトで福岡ソフトバンクホークスから6巡目指名を受け入団した。
2008年オフ、一軍登板のないまま戦力外通告を受けた。その後12球団合同トライアウトに参加したがNPB球団から声は掛からなかった。
2009年から社会人野球チームの熊本ゴールデンラークスでプレーして都市対抗野球大会九州地区二次予選でも先発するなどまずまずの活躍をしていたが、この年限りで退部した。
2011年10月から佐賀県立鹿島実業高等学校で保健体育講師とレスリング部副顧問を務めている。
2013年9月27日、学生野球資格の回復が承認される。のちに佐賀県立鹿島実業高等学校の野球部コーチに就任した。
2023年から佐賀市立成章中学校の軟式野球部顧問（監督）を務めることになった。

## 選手としての特徴・人物
最速147kmのストレート、大きく変化するフォークが武器。打たせて取るタイプではなく、三振でアウトカウントを取れるタイプである。
ドラフト指名時には母校の小城高校で教育実習の真っ最中であった。実習の途中で自身の指名を知り、生徒たちからは思わぬ拍手喝采を受けた。

## 詳細情報

### 年度別投手成績
- 一軍公式戦出場なし

### 背番号
- 54 （2007年 - 2008年）